# Anna Harańczyk
Anna Harańczyk (ur. 24 maja 1948, zm. 22 lutego 2018 w Krakowie) – polska ekonomistka, specjalistka w zakresie rozwoju lokalnego, profesor zwyczajna, doktor habilitowana nauk ekonomicznych.

## Życiorys
Urodziła się 24 maja 1948 jako córka Władysława. W latach 1990–1993 była Prodziekanem Wydziału Ekonomii Uniwersytetu Ekonomicznego w Krakowie, od 1993 kierownikiem Zakładu Gospodarki Miejskiej Katedry Gospodarki Regionalnej, w latach 1993–1999 kierownikiem Studium Podstawowego.
Była autorką ponad 130 publikacji naukowych z zakresu problematyki miejskiej oraz rozwoju lokalnego i regionalnego, w tym uznanych pozycji książkowych: Miasta Polski w procesie globalizacji gospodarki oraz Samorząd terytorialny: organizacja i gospodarka, cenionym dydaktykiem i wychowawcą doktorantów i studentów.
Została pochowana na cmentarzu Rakowickim w Krakowie (kwatera Z-1,2-40,41).

## Ordery i odznaczenia
- Krzyż Kawalerski Orderu Odrodzenia Polski (15 lipca 2004)[4]
- Złoty Krzyż Zasługi (11 sierpnia 1993)[2]
- Brązowy Krzyż Zasługi
- Medal Komisji Edukacji Narodowej
- Odznaka honorowa „Za zasługi dla oświaty”
- Srebrna Odznaka Ziemi Krakowskiej